# СУ-100М (Объект 416)
СУ-100М (Объект 416) — советская опытная 100-мм самоходная артиллерийская установка. Серийно не производилась.

## История создания

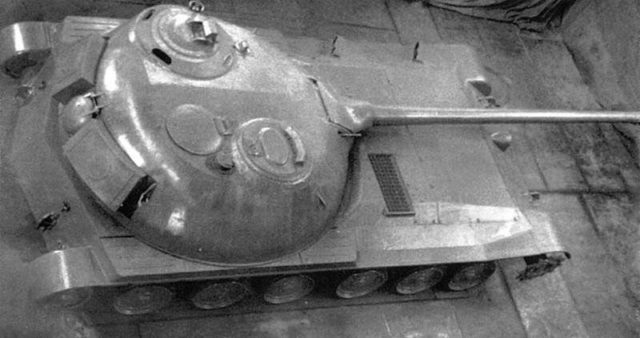
Объект 416 прототип

Первоначально на Харьковском заводе № 75 под индексом «Объект 416» разрабатывался принципиально новый танк, который должен был иметь максимальную защиту при минимальной массе. Технический проект танка «Объект 416» был закончен в 1950 году.
В 1951 году был изготовлен опытный образец. После проведения предварительных испытаний был выявлен ряд дефектов, из которых были такие, как ненадёжность приводов управления и вращающихся контактных устройств, и многие другие. Из-за слишком низкой высоты боевого отделения сильно затруднялась работа экипажа. Из-за сложности одновременного управления движением и ведения огня, работы в направлении создания танка были прекращены, а сам «Объект 416» был переквалифицирован в самоходную артиллерийскую установку и получил обозначение СУ-100М.
В 1952 году САУ СУ-100М прошла государственные испытания, но на вооружение принята не была. Причиной стало то, что по многим параметрам СУ-100М соответствовала СУ-100П, а по некоторым была хуже, поэтому разворачивание серийного производства было нецелесообразно.

## Описание конструкции

### Броневой корпус и башня
Самоходная артиллерийская установка СУ-100М имела сварной корпус из броневых листов и литую поворотную башню. В поворотной башне был размещён экипаж и орудие М-63. МТО размещалось в передней части корпуса.

### Вооружение
Пушка М-63 была разработана в СКБ на Мотовилихинском заводе г. Перми. В качестве базовой конструкции была взята танковая пушка Д-10Т. Пушка была снабжена клиновым затвором. Для стабилизации и устойчивости орудия при стрельбе, на пушку был установлен дульный тормоз и снижена линия огня. Для снижения загазованности боевого отделения и повышения скорострельности на пушку был установлен эжектор.

## Сохранившиеся экземпляры
В настоящее время сохранившийся экземпляр находится в Бронетанковом музее в городе Кубинка.

## СУ-100М в массовой культуре

### Компьютерные игры
- В World of Tanks под обозначением Объект 416 является средним танком восьмого уровня.

- В Codename: Panzers – Cold War под обозначением Модель 416, как и пример выше, является средним танком, которому можно заменить 100-мм пушку на противотанковые ракетные установки или сделать амфибией.